# Fortive
Fortive est une entreprise américaine présente dans l'informatique, les télécommunications, l'automatisation, le stockage pétrolier et les instruments de mesure. 

## Histoire
Elle est issue d'une scission de Danaher en juillet 2016.
En septembre 2017, Fortive annonce l'acquisition de Landauer, spécialisée notamment dans les équipements de protections contre les radiations, pour 770 millions de dollars.
En juillet 2018, Fortive annonce l'acquisition d'Accruent, une entreprise de logiciel, pour 2 milliards de dollars.
En juillet 2021, Fortive annonce l'acquisition de ServiceChannel, une entreprise de logiciel, pour 1,2 milliard de dollars.
En novembre 2021, Fortive annonce l'acquisition de Provation Software, une entreprise spécialisée dans les logiciels médicaux, pour 1,43 milliard de dollars.

## Activités
- Composants et équipements techniques industriels.

- Outils et instruments de mesure professionnels.

## Principaux actionnaires
Au 18 avril 2020.
| T. Rowe Price Associates         | 12,3% |
| The Vanguard Group               | 6,45% |
| Steven Rales                     | 6,40% |
| Fidelity Management & Research.  | 5,57% |
| Ursa Fund Management             | 5,51% |
| Mitchell Rales                   | 5,41% |
| SSgA Funds Management            | 3,48% |
| Massachusetts Financial Services | 2,37% |
| Artisan Partners                 | 2,30% |
| Wellington Management            | 2,19% |